# Бечуаналенд
Протектора́т Бечуанале́нд (англ. Bechuanaland Protectorate) — протекторат Великобритании в Южной Африке, существовавший с 31 марта 1885 года по 30 сентября 1966 года.

## История
В 1885 году на части территорий, населённых племенами тсвана, расположенных южнее реки Молопо, и территории бурских республик Стеллаланд и Госен, провозглашённых в 1882 году, была учреждена Коронная колония Бечуаналенд с центром в Мафекинге, в 1895 присоединённая к Капской колонии и вошедшая в 1910 в состав ЮАС. На остальной части в 1885 году был учреждён протекторат Бечуаналенд, администрация которого размещалась также в Мафекинге, с сохранением местной власти вождей тсвана. В 1890 году он был расширен за счёт Нгамиленда. В 1891 году протекторат был передан в подчинение Верховного комиссара по Южной Африке, которым был до 1910 губернатор Капской колонии, в 1910—1961 Генерал-губернатор ЮАС, с 1961 — посол Великобритании в ЮАР. Попытки Великобритании подчинить Бечуаналенд ЮАС или Родезии встречали сопротивление вождей. В итоге в 1966 году была провозглашена независимость Республики Ботсвана.
Административный центр протектората размещался в Мафекинге, который находился в пределах другого государственного образования — сначала Капской колонии, затем ЮАС. Только 6 февраля 1965 года, в самом конце существования протектората, его центр был перенесён на территорию Бечуаналенда — в строящийся город Габороне.
В честь Бечуаналенда (Ботсваны) назван астероид (1349) Бечуана, открытый 13 июня 1934 года южноафриканским астрономом Сирилом Джексоном в Республиканской обсерватории Йоханнесбурга.

## Карты

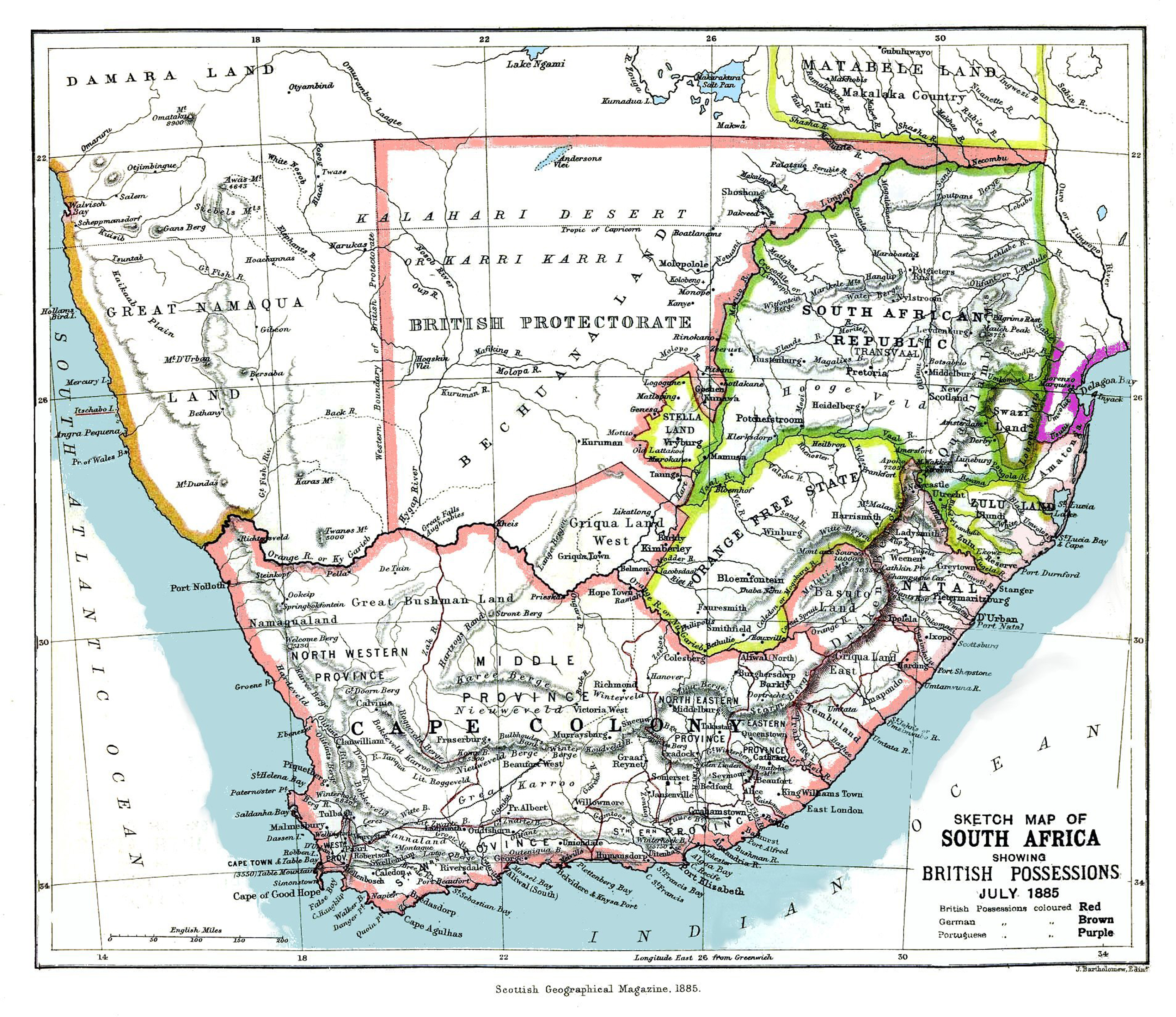
Протекторат Бечуаналенд в 1885 году перед выделением колонии Бечуаналенд.
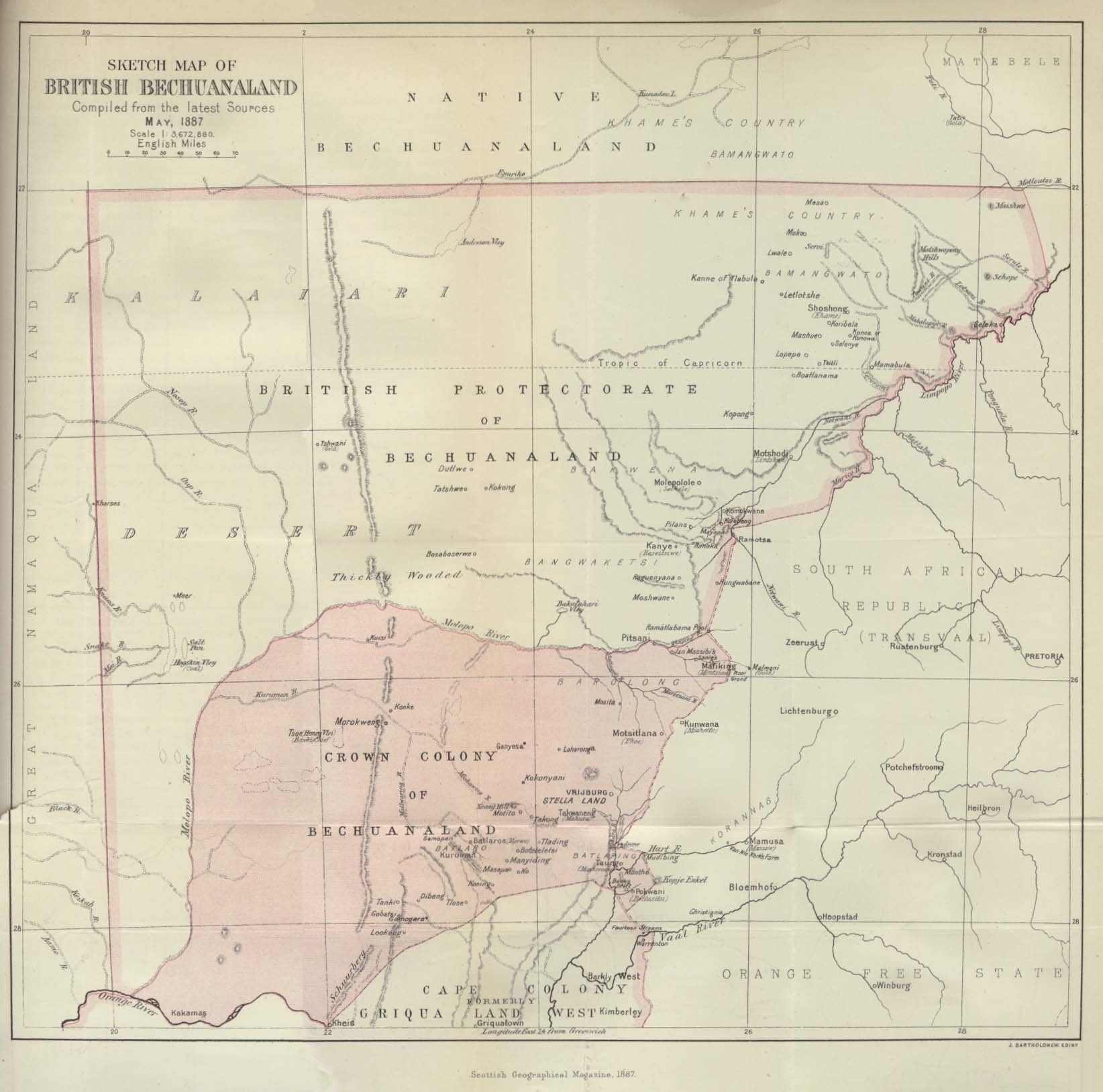
Карта колонии Бечуаналенд (южная часть) и протектората Бечуаналенд (северная часть) в 1887 году перед присоединением Нгамиленда